# 安杰拉·安德烈奥利
安杰拉·安德烈奥利（義大利語：Angela Andreoli，2006年6月6日—），意大利女子竞技体操运动员，2022年地中海运动会女子团体全能金牌得主和女子跳马铜牌得主、2024年夏季奥林匹克运动会女子团体全能银牌得主。